# Типы автомобильных кузовов

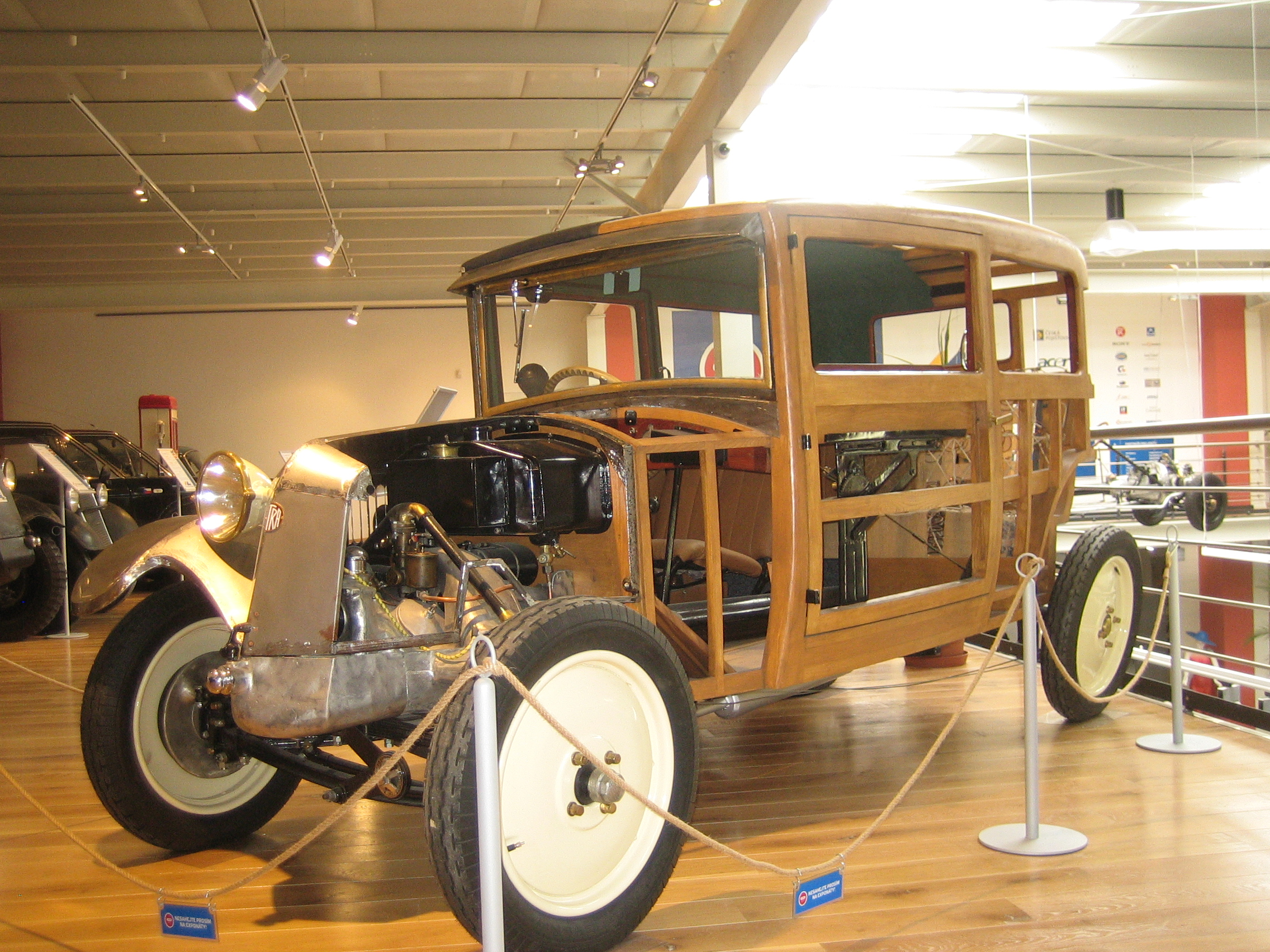
Автомобиль Tatra 12 с деревянным каркасом кузова.

Автомобили выпускаются с различными типами кузовов. Классификация типов не всегда однозначна и может зависеть от исторически сложившихся названий, маркетинговых стратегий, страны и других факторов. Один и тот же автомобиль в разных источниках может называться, например, лифтбеком или хэтчбеком, универсалом или минивэном. Тем не менее, можно выделить основные типы кузовов, которые описаны ниже.

## Типы кузовов

### Закрытые
- Седан: до недавнего времени самый распространенный тип кузова. Может быть двух-, четырех-, а в редких случаях и пятидверным. Отличительная особенность — два ряда полноразмерных сидений (то есть достаточно комфортных для взрослых) и горизонтальная крышка багажника. Типичные представители — ВАЗ-2101, Toyota Camry.
  - Купе (двухдверный седан, или, устар., тудор): отличается наличием двух полноценных рядов сидений и стандартной (как у четырехдверного седана) колесной базой. Представитель — ЗАЗ-968А.
  - Пятидверный и трехдверный седан (часто классифицируется как лифтбек – см. ниже): пятая дверь объединена с крышкой багажника и задним стеклом в единую конструкцию. Представители — ЗАЗ-1103 «Славута», Škoda Superb.
- Универсал: обычно двухобъёмный, пяти- или реже трёхдверный кузов легкового автомобиля переднемоторной компоновки с задней дверью и с выраженной задней плоской платформой для размещения груза. Представители — ВАЗ-2102, ВАЗ-2104, ГАЗ-22, ГАЗ-24-02, Москвич-423, Москвич-426, Москвич-427, ВАЗ-2111, ВАЗ-1117, ВАЗ-2171, Lada Largus.
- Хетчбэк: обычно двухобъёмный кузов, с тремя или пятью дверьми, родственен универсалу, но не имеет платформы для размещения груза, а имеет багажник, как у седана, отделенный от салона лёгкой крышкой. Представители — ВАЗ-2109, Москвич-2141, ВАЗ-1111 Ока, Volkswagen Golf.[1]
- Купе: двухдверный трёхобъёмный кузов, с одним рядом сидений, либо с задним сиденьем ограниченной вместимости (детским, или для краткого размещения взрослых пассажиров); за счёт сокращения заднего ряда  обеспечивается больший комфорт водителю и пассажиру на переднем сиденье. Представитель — Cadillac Eldorado. Часто коммерческое название «купе» носят автомобили с другими кузовами, имеющие две боковые двери, например хетчбэки или двухдверные седаны.
- Лимузин: закрытый кузов легкового автомобиля высшего класса на основе седана с удлинённой колёсной базой и перегородкой за передним сиденьем. Следует отличать от простого длиннобазного седана без перегородки.
- Микроавтобус родственен минивэну (см. ниже), но большей вместимости.
- Минивэн: обычно однообъёмный, либо двухобъёмный с полукапотной компоновкой. Иногда в отечественной литературе называется УПВ (универсал повышенной вместимости). Может быть оборудован сдвижными дверьми для второго ряда сидений. Может быть оборудован третьим рядом сидений, параллельными рядами сидений и иной компоновкой салона, например дом на колесах. Представители — Dodge Grand Caravan, Honda Odyssey, Toyota Sienna.
- Хардтоп: кузов лишён центральной стойки и иногда рамок стёкол для лучшего внешнего вида, обзора и вентиляции, что сильно ослабляет кузов и понижает пассивную безопасность. Это послужило причиной его редкости, начиная с 1980-х годов, когда для омологации стали обязательны краш-тесты, условия которых постепенно ужесточались. Наиболее распространены были хардтоп-модификации седанов (как двух-, так и четырёхдверных) и купе.

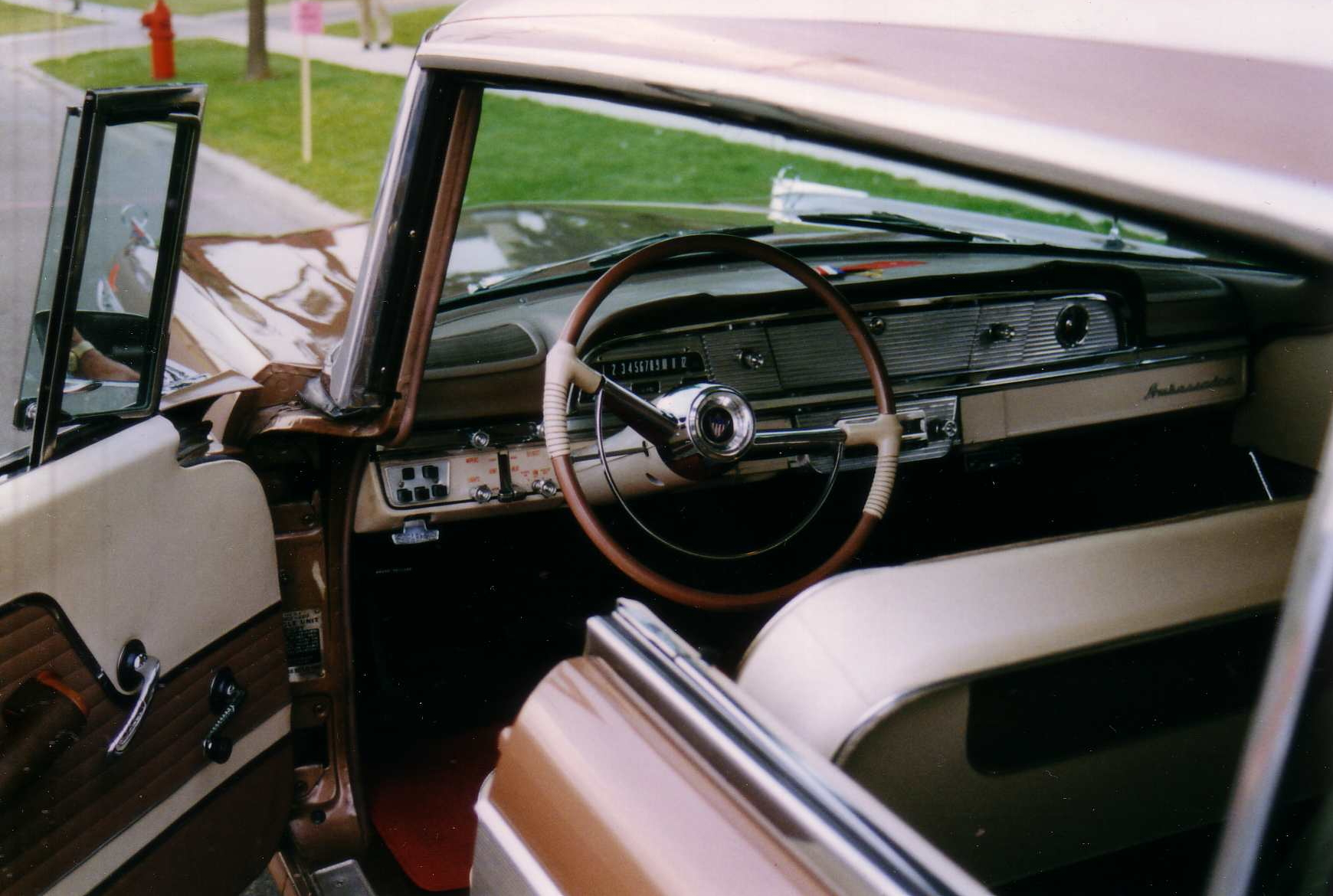
Nash Ambassador в кузове типа хардтоп.

- Таун-кар: пассажирский автомобиль с высокой крышей. Обычно такой тип кузовов используется в такси.[2] Типичный представитель — MetroCab, Kia Soul.
- Комби: в германоязычных странах так называют любой кузов с задней дверью, в том числе универсал, хетчбэк и лифтбэк; название «Комби» носил автомобиль ИЖ-2125, по типу очень близкий к лифтбэку.
- Лифтбэк (часто также «трёхдверный седан» «пятидверный седан») кузов с задней дверью, как и хетчбэк, но размер задней двери и заднего стекла больше и она может перетекать в крышку багажника(«Славута», Škoda Octavia).
- Фастбэк: относится к различным типам автомобильных кузовов, имеющих  покатую форму задней части крыши плавно, без ступеньки, переходящей в крышку багажника. Для автомобилей 1930-х—40-х годов этот тип кузова был основным. В настоящее время этот тип кузова часто имеют спортивные автомобили, особенно суперкары с среднемоторной компоновкой.

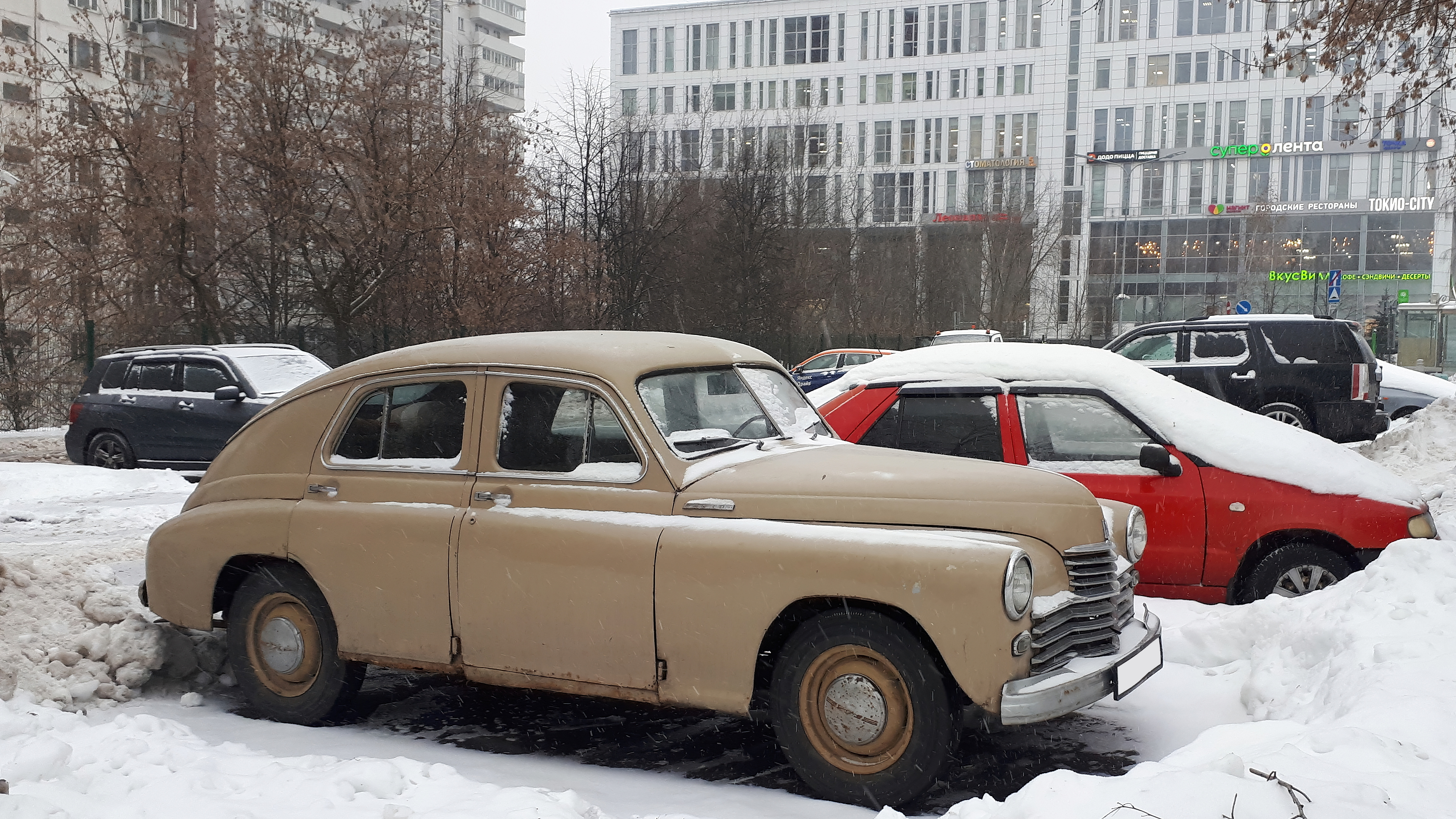
ГАЗ М-20 «Победа» имеет кузов типа фастбэк.

### Открытые
- Кабриолет: открытый автомобильный кузов, двух- или четырёхдверный, обычно с мягкой или жёсткой складной крышей, имеющий подъёмные боковые стёкла; в сложенном положении крыша размещается в багажнике или в пространстве между багажником и пассажирами; Кабриолеты, имеющие жесткую складывающуюся крышу, зачастую называются купе-кабриолеты (англ. coupé cabriolet, амер. англ. coupé convertible). Обычно в названиях таких авто есть приставка «CC», например, Peugeot 206 CC.

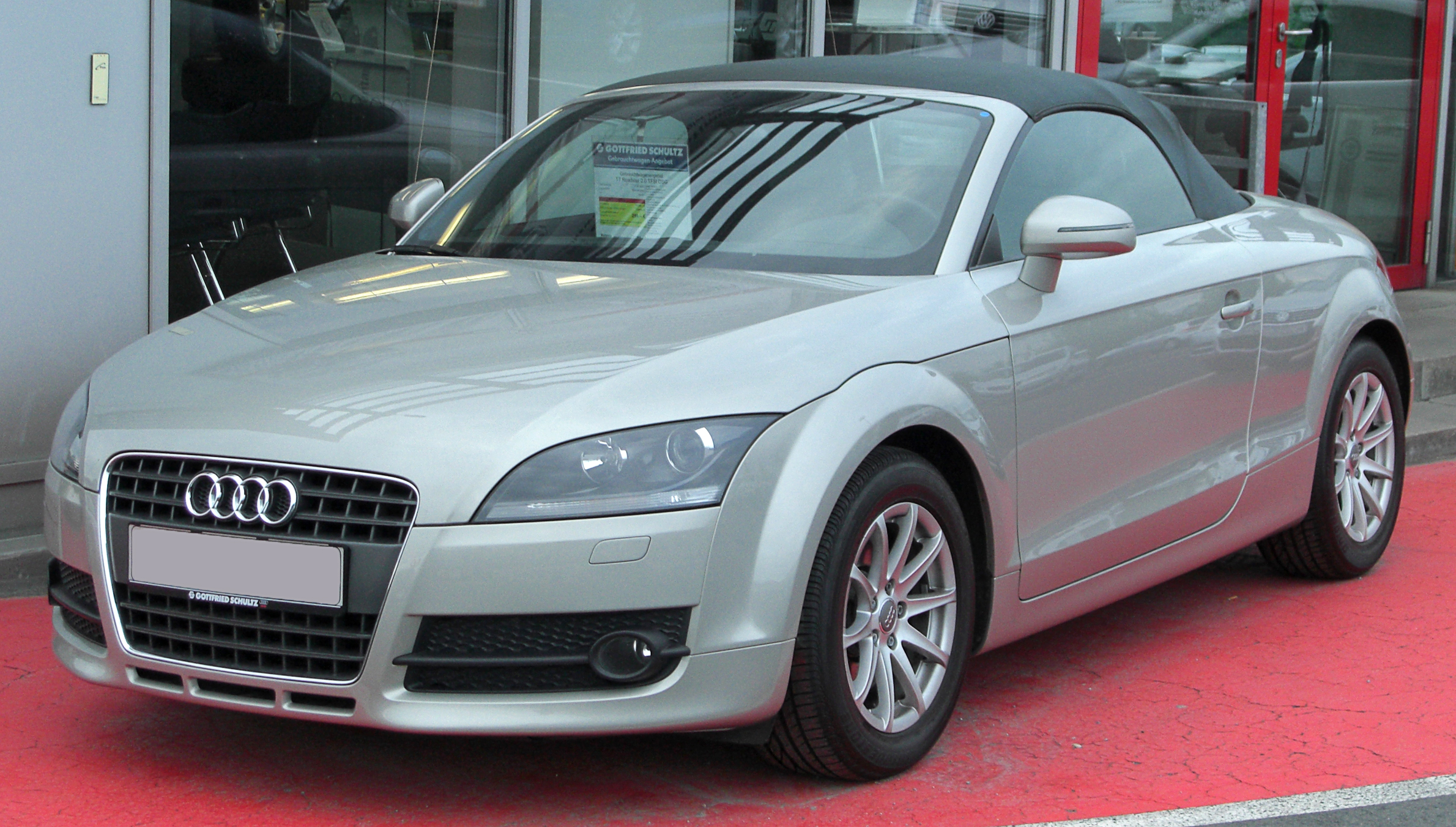
Audi TT в кузове кабриолет.

- Родстер: двухместный кузов со складываемым мягким верхом, например, Lamborghini Murciélago Roadster.
- Фаэтон: четырёхдверный автомобильный кузов с мягкой складной крышей на пять-шесть посадочных мест и более без боковых подъёмных стёкол; в настоящее время так иногда называют четырёхдверные кабриолеты высшего класса, вроде парадных кабриолетов ЗИЛ-41044 Фаэтон.
- Ландо (ландоле): автомобиль, крыша которого над пассажирами выполняется мягкой складной (Представитель — 1929 Chevrolet International Series AC Imperial Landaulet) или жёсткой съёмной.

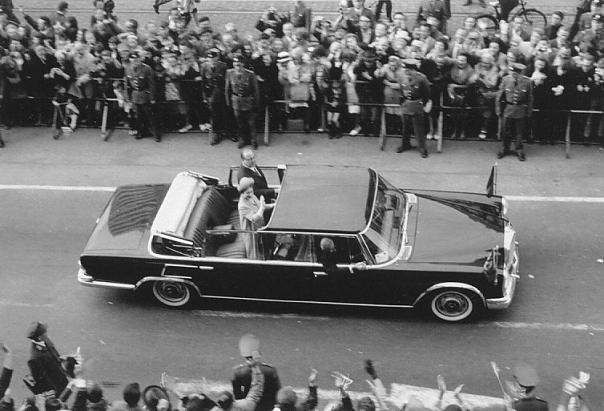
Елизавета II в ландо Mercedes-Benz.

- Брогам: тип кузова легкового автомобиля, имеющий съемную или складную часть крыши над передним рядом сидений. Также такой тип кузова известен под названием «купе де виль». На современных моделях это чаще название комплектации, но исторически это был один из первых закрытых кузовов легкового автомобиля.

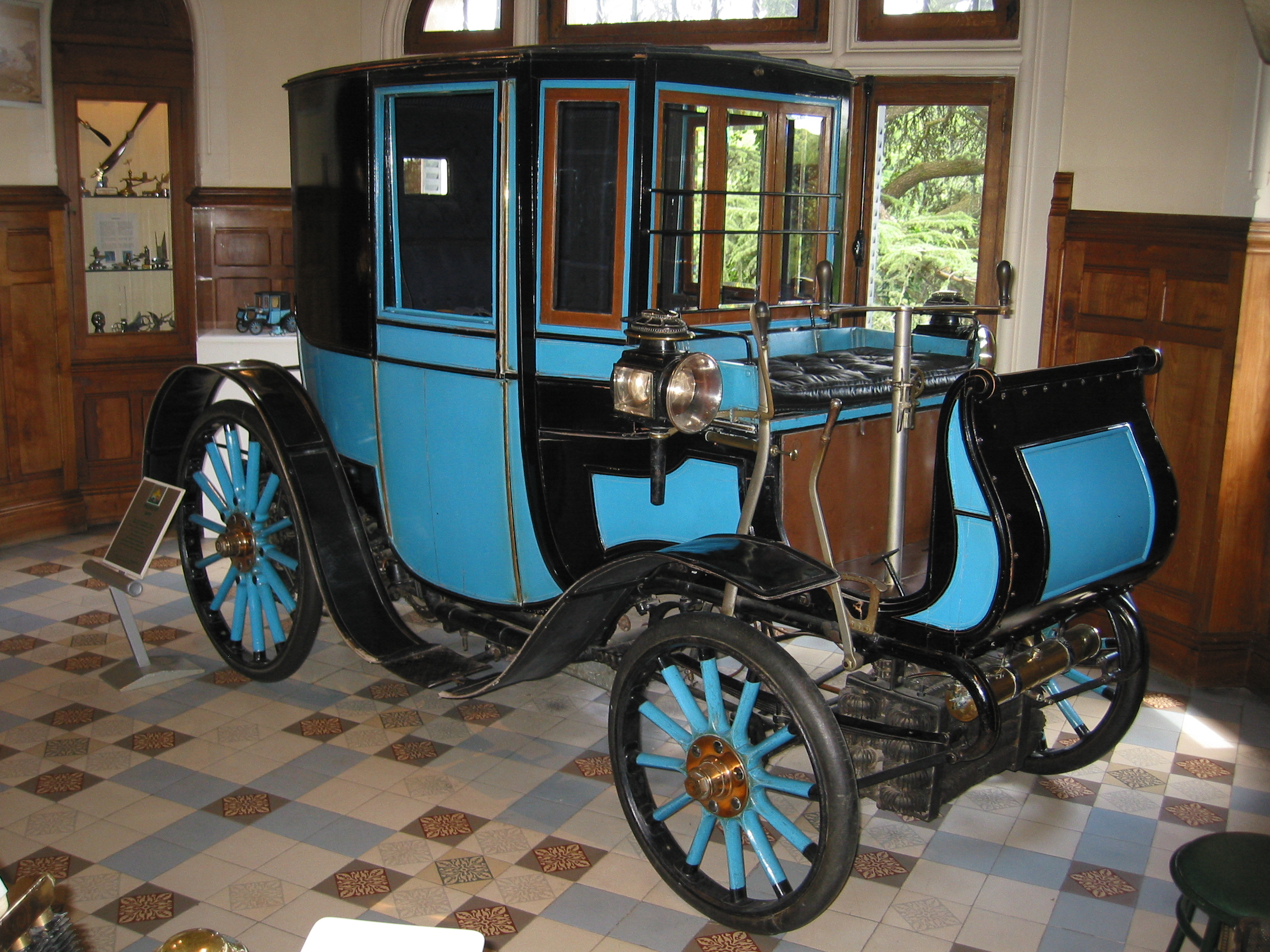
Peugeot Type 27 с кузовом брогам.1899 год.

- Та́рга: тип автомобильного кузова легкового автомобиля, разновидность спортивного 2-местного родстера с жестко закрепленным лобовым стеклом, дугой безопасности (roll bar) сзади сидений, съёмной крышей и задним стеклом (не всегда). Разработан  компанией Porsche и получил название от гонки Targa Florio. На разных поколениях Porsche этот кузов имел различную реализацию — от открытого до закрытого с сдвижной панорамной крышей.  Представители — Porsche 911 Targa, Fiat X1/9.

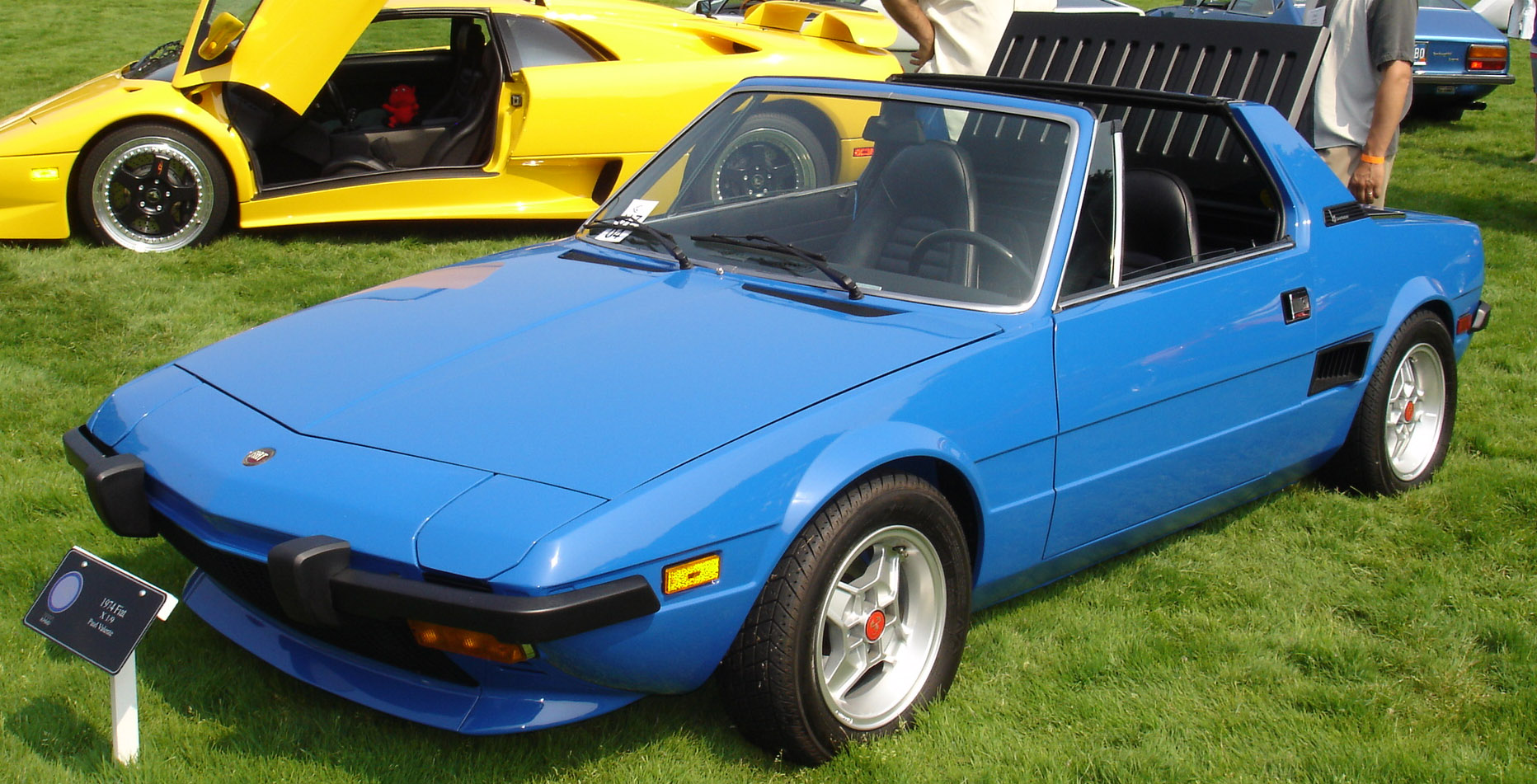
Fiat X1/9 с кузовом Тарга

- Спайдер: разновидность родстера. В отличие от родстера, верхняя кромка лобового стекла находится значительно ниже глаз водителя (точнее, пилота) или отсутствует вовсе.
- Шутингбрейк: обычно фургон или пикап  с расположенными вдоль бортов сиденьями, стеллажами для ружей и местами для хранения добычи. Попасть в «охотничью» часть салона можно было либо с кормы автомобиля, либо сбоку. Так же называли и первые комфортабельные моторизированные экипажи, предназначенные для сафари. Так как стрельба из автомобиля была запрещена, вместо дверей и окон имелись свертывающиеся брезентовые завесы, защищавшие седоков в непогоду и при этом позволявшие охотникам быстро и незаметно покинуть экипаж.

### Грузо-пассажирские
- Пикап: тип легкового автомобиля с открытой платформой, конструктивно и стилистически объединённой с кабиной (в отличие от грузовиков с отдельной платформой).[3]
- Ют: близок к пикапу, но кабина выполнена более просторной, и по конструкции близка к купе, также возможна открытая кабина (родстер). Часто имеет задний «спальный» или «детский» ряд сидений. Грузовая платформа, как правило, имеет съемную или подъемную крышку. В зарубежной терминологии к юту относят и грузопассажирские кузова с четырехдверной кабиной, такие как Mitsubishi L200 или Toyota Hilux. В Австралии и Новой Зеландии так часто называют все автомобили с кузовом «пикап».

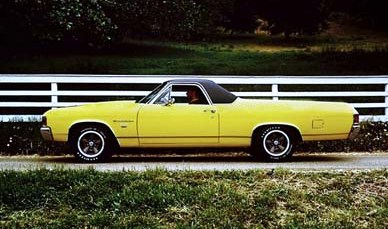
Ют Chevrolet El Camino.

- Фургон: закрытый грузо-пассажирский кузов со сплошной металлической частью кузова без окон позади пассажирской кабины или с применением отдельных пассажирской кабины, кузова и матерчатого или металлического тента; также может быть выполнен на базе пикапа.

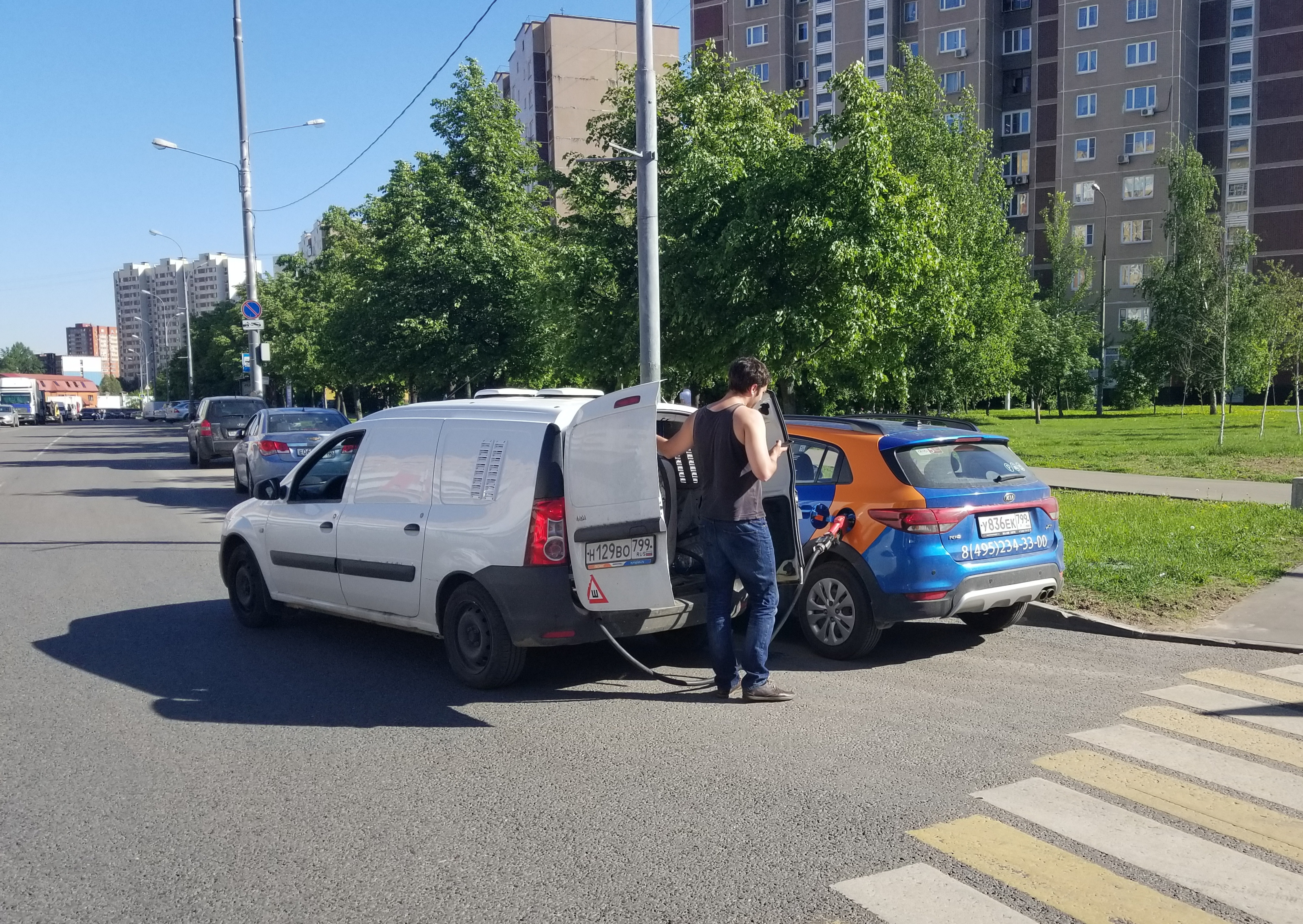
Автомобиль-заправщик на базе фургона Lada Largus

## По числу визуальных объёмов
По этому признаку выделяют одно-, полутора-, двух- и трёхобъёмные кузова.
Число визуальных объёмов определяется по числу явно выраженных геометрических фигур, на которые распадается силуэт машины, если смотреть на неё сбоку.
Силуэт однообъёмника представляет собой выпуклую или практически выпуклую фигуру, в то время как у седана, как правило, — три явно выраженных «выпуклости» — капот, салон, багажник. Типичный представитель — Renault Megane Scenic.
Примером двухобъёмника может послужить хетчбэк или универсал с явно выраженным капотом, например ВАЗ-2104, полуторообъёмника — хетчбэк со слабо выраженным, но всё же заметно выступающим на силуэте капотом. Типичный представитель — Ford Fusion.
Трёхобъёмные кузова — в первую очередь обычные седаны и некоторые лифтбэки. Типичные представители — ГАЗ-2410, ВАЗ-2107.
Указанное разделение на объемы на современных автомобилях может быть довольно малоразличимым. Пример — гибридный хетчбэк Toyota Prius, который имеет один визуальный треугольный объем.